# Fluitconcert (Reinecke)
Het concert voor fluit en orkest in D majeur van Carl Reinecke werd geschreven in 1908. Het werk draagt opusnummer 283 en werd voor het eerst uitgegeven door Breitkopf & Härtel in 1909. Reinecke schreef het werk toen hij 84 jaar oud was. Het concert is opgedragen aan de fluitist Maximilian Schwedler, eerste fluitist van het Gewandhausorchester in Leipzig, waarvan Reinecke in de jaren 1860-1895 chef-dirigent was. De première vond plaats op 15 maart 1909 in Leipzig door Maximilian Schwedler en waarschijnlijk Reinecke zelf achter de piano. De orkestbezetting bestaat uit 2 fluiten, 2 hobo's, 2 klarinetten, 2 fagotten, 4 hoorns, 2 trompetten, pauken, slagwerk en strijkers. Reinecke maakte zelf een versie voor fluit en piano. Een gemiddelde uitvoering duurt ongeveer 21 minuten. Reineke schreef voor de fluit ook de sonate Undine voor fluit en piano en een Ballade voor fluit en orkest.

## Delen
Het bestaat uit drie delen: 
1. Allegro molto moderato;
2. Lento e mesto;
3. Finale. Moderato - In tempo animato - Tempo I - Più mosso - Più lento maestoso